# Massenbach
Massenbach ist ein Dorf im Landkreis Heilbronn, das seit dem 1. Juli 1971 zur Stadt Schwaigern gehört.

## Geographie
Massenbach liegt etwa zwei Kilometer nördlich von Schwaigern in der Talsenke des Biberbachs zwischen der Eselshöhe im Südwesten und dem Galgenberg im Südosten. Auf dem Bollenberg, einem Ausläufer des Galgenbergs, steht die Kirche des Ortes. Am südlichen Ortsende mündet der längere Biberbach in den Massenbach, der dann in Richtung seines Zuflusses nach Südosten der Lein zufließt. Der Ort hat sich in jüngerer Zeit über den Siedlungskern hinaus ausgebreitet, vor allem durch ein Neubaugebiet in dessen Nordosten und durch ein Gewerbegebiet in dessen Nordwesten.

## Geschichte
Massenbach wird erstmals 773 im Lorscher Codex anlässlich einer Stiftung von Gütern eines Icho erstmals urkundlich erwähnt. Der Ortsname wird auf die Personennamen Masso, Massim oder Mechtswint zurückgeführt. Die Massim und Mechtswint genannte Frau des Urolf wird 766 und 774 als Stifterin verschiedener Güter im Gartachgau an das Kloster Lorsch erwähnt.
Als regionaler Ortsadel treten die um 1160 im Hirsauer Codex mit Warmunt von Massenbach erstmals nachgewiesenen Herren von Massenbach auf. Diese waren vermutlich Ministeriale der Staufer. Aus dem Erbe der Staufer kam der Ort an die Pfalzgrafen bei Rhein, deren Oberlehensherrschaft erstmals 1431 belegt ist. Die seit dem späten Mittelalter bestehende Wasserburg und der Zehntbesitz der Herren von Massenbach waren dagegen laut einer Urkunde Kaiser Friedrichs III. von 1467 Reichslehen, nach anderen Urkunden schon seit 1401 Pfälzer Lehen. Außer den Herren von Massenbach hatten die Herren von Gemmingen, die Herren von Magenheim, das Stift Wimpfen und auch zeitweilig die Grafschaft Württemberg Besitz am Ort. Als die Herren von Massenbach sich im 16. Jahrhundert der Reichsritterschaft anschlossen, kam Massenbach zum Ritterkanton Kraichgau.

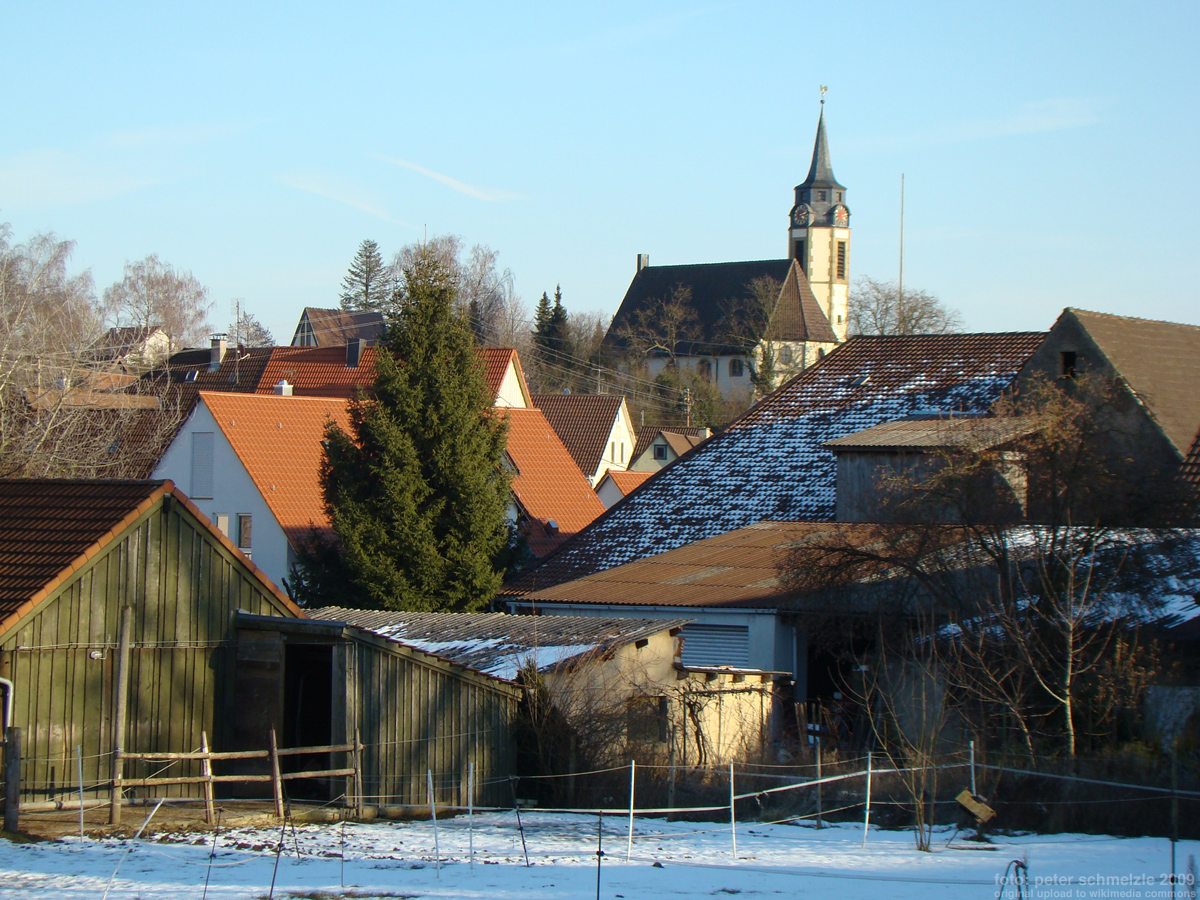
Massenbach, Blick vom Schloss zur Kirche

Im Dreißigjährigen Krieg wurde der Ort von marodierenden Truppen und der Pest heimgesucht und nahezu entvölkert. Die Ortsherrschaft hat durch die Ansiedlung von Neubürgern dem Einwohnerschwund entgegenzuwirken versucht, jedoch wurden 1671 erst wieder 32 Personen gezählt. Im späten 17. Jahrhundert gab es erneut zahlreiche Hungerjahre und Truppendurchzüge, insbesondere während des Pfälzischen Erbfolgekriegs, als sich die Massenbacher Einwohner von 1693 bis 1695 auf der Flucht vor einfallenden französischen Truppen befanden, aber auch nach Philippsburg durchziehende kaiserliche Truppen hohe Kontributionen forderten. In jenen Jahren scheinen auch sämtliche Herrensitze des Ortes vollends ruiniert worden zu sein, da die beiden Linien der Herrenfamilie zeitweise in fünf zweistöckigen Wohnhäusern auf Untertanengütern gelebt haben.
Das heute erhaltene, barocke Schloss Massenbach wurde um 1760 durch Georg Wilhelm von Massenbach (1721–1788) erbaut. Dieser war ehemaliger Hessen-Kasselischer Oberforstmeister in Schmalkalden und reformierte auch umfassend die freiherrliche Gutswirtschaft, allerdings auf Kosten der Massenbacher Bürgerschaft, die dadurch dermaßen verarmte, dass der Ort in den 1770er Jahren mehrmals von Soldaten besetzt wurde, um Steuerschulden einzutreiben. In den Koalitionskriegen ab den frühen 1790er Jahren waren in Massenbach erneut Soldaten einquartiert. 1805 gab es im Ort ein Militärspital mit einem Feldarzt.
1806 kam Massenbach durch die Mediatisierung zunächst zu Baden, durch Staatsverträge vom 17. Oktober und 13. November 1806 dann zu Württemberg. Zu jener Zeit hatte der Ort etwa 900 Einwohner. Über die Umwandlung von landwirtschaftlichen Lehensgütern in bäuerliches Eigentum und die Ablösung der Frondienste und Leibeigenschaft kamen 591 Hektar von insgesamt 663 Hektar landwirtschaftlicher Nutzfläche in den Besitz der Gemeinde. Im 19. Jahrhundert hatte insbesondere der Anbau von Flachs und Hanf Bedeutung.
Um 1850 erreichte der Einwohnerstand in Massenbach mit 1029 Einwohnern einen vorläufigen Höchststand, durch Ab- und Auswanderung ging die Personenzahl auf 656 Personen gegen Ende des 19. Jahrhunderts zurück. Am 1. Juli 1897 wurde Massenbach von einem gewaltigen Unwetter betroffen. Hagelschlag und Hochwasser haben dabei zahlreiche Gebäude zerstört.
1939 wurden 666 Einwohner gezählt, Ende 1945 waren es 812. Der Ort blieb bis auf die letzten Kriegstage von Kampfhandlungen des Zweiten Weltkriegs weitgehend verschont, so dass bis zum August 1946 rund 120 Evakuierte und 170 Flüchtlinge (vor allem aus Ungarn, der Dobrudscha, Bessarabien und Ostpreußen) nach Massenbach strömten. Das Dorf blieb auch nach dem Zweiten Weltkrieg noch überwiegend landwirtschaftlich geprägt. Erst bis in die 1960er Jahre hat sich ein bedeutender Anteil von Arbeitern unter der Bevölkerung entwickelt, die überwiegend als Pendler in Heilbronn arbeiteten. Mit 180 Hektar ist der größte Anteil der umliegenden Wald- und Feldflächen im Besitz der Freiherr von Massenbachschen Waldstiftung.
Massenbach wurde am 1. Juli 1971 nach Schwaigern eingemeindet und hat gegenwärtig ca. 1900 Einwohner.

## Religionen
Kirchlich war Massenbach bis ins späte Mittelalter Filialgemeinde von Schwaigern, bevor im späten 15. Jahrhundert eine eigene Pfarrei errichtet wurde, die 1496 über eine eigene Georgskirche verfügte. Das Patronatsrecht lag ursprünglich bei den Herren von Neipperg und kam 1531 an die Herren von Massenbach. Seit der Zeit der Reformation ist Massenbach überwiegend evangelisch geprägt.
1882 wurde eine Baptistengemeinde gegründet, die heute zum Bund Evangelisch-Freikirchlicher Gemeinden gehört.
Die Jüdische Gemeinde Massenbach bestand ab dem frühen 18. Jahrhundert. Die Glaubensgemeinde, die 1843 mit 85 Personen ihren höchsten Mitgliederstand hatte, war ab 1832 Filialgemeinde von Massenbachhausen, bevor der Gemeindesitz 1867 nach Massenbach verlegt wurde. Der Niedergang der Gemeinde setzte bereits durch Ab- und Auswanderung in der zweiten Hälfte des 19. Jahrhunderts ein. Die meisten der 15 im Jahr 1933 noch in Massenbach lebenden Juden sind vor 1938 in die USA ausgewandert, die Gemeinde wurde im Mai 1938 aufgelöst. Bei der Deportation deutscher Juden ab 1940 fanden drei jüdische Einwohner Massenbachs den Tod. Die einstige Synagoge und das ehemalige jüdische Schulhaus wurden in den 1950er Jahren wegen Baufälligkeit abgerissen.

## Wappen
Das Ortswappen von Massenbach ist ein fünfmal von Blau und Gold (Gelb) geteilter Schild. Das Wappen wurde der Gemeinde am 12. Februar 1951 von der württemberg-badischen Landesregierung verliehen und soll das Wappen der Freiherren von Massenbach sein, wenngleich diese am Massenbacher Schloss und auf den Epitaphen bei der Georgskirche einen nur vierfach geteilten Schild (zwei goldene Balken auf blauem Grund) zeigen, der dem der Herren von Gemmingen gleicht. Es entspricht aber der Version von Siebmacher von 1609.

Ortswappen Massenbach
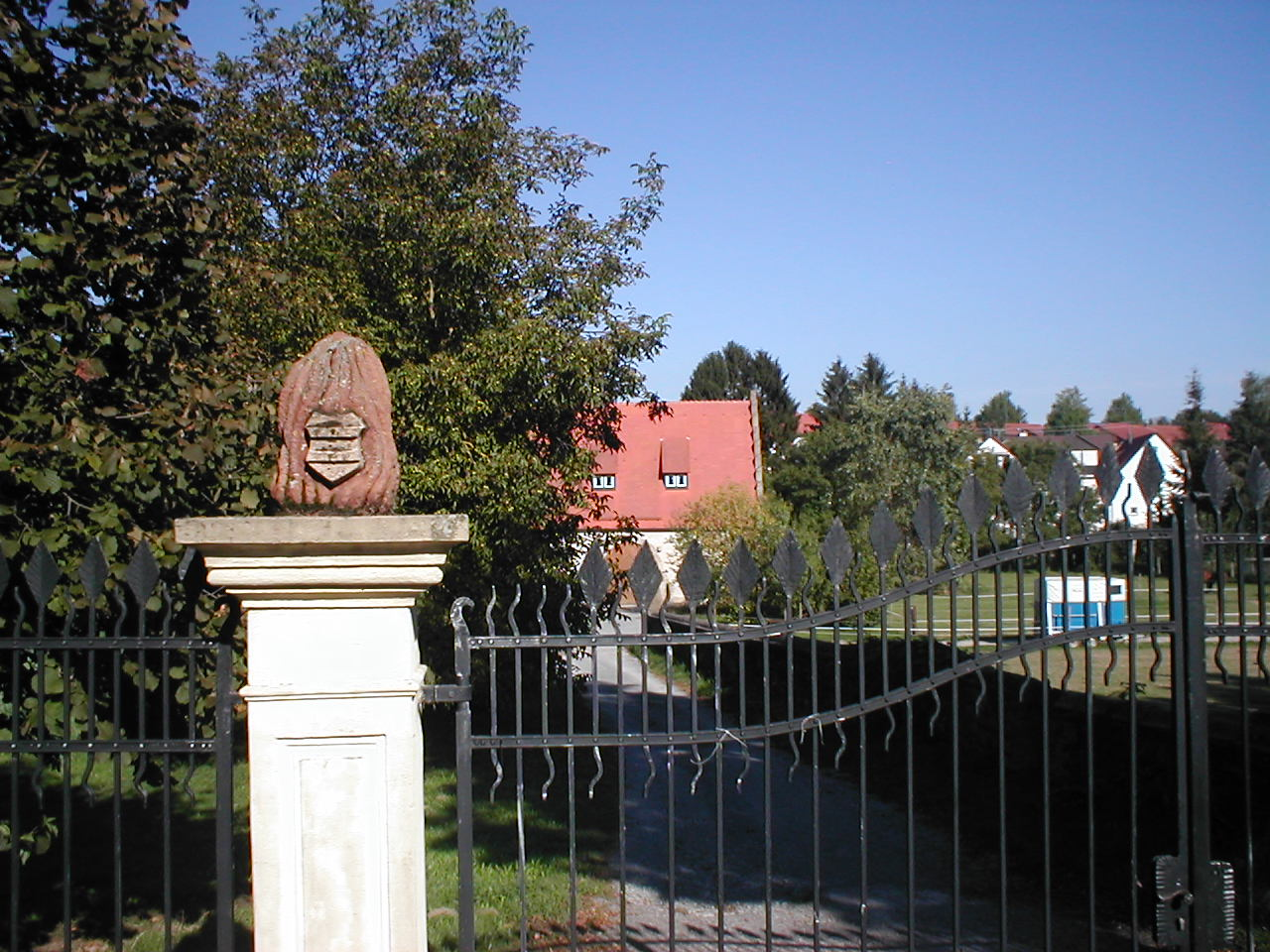
Wappen vor Zehntscheuer in Massenbach
Familienwappen Massenbach bzw. Gemmingen
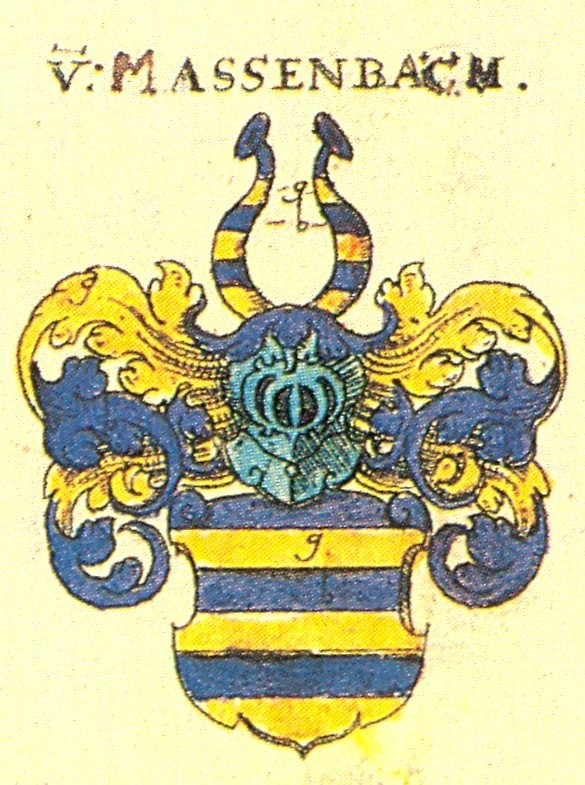
Massenbach: Ritterschaft und Adel in Franken laut Siebmachers Wappenbuch von 1609

## Kultur und Sehenswürdigkeiten

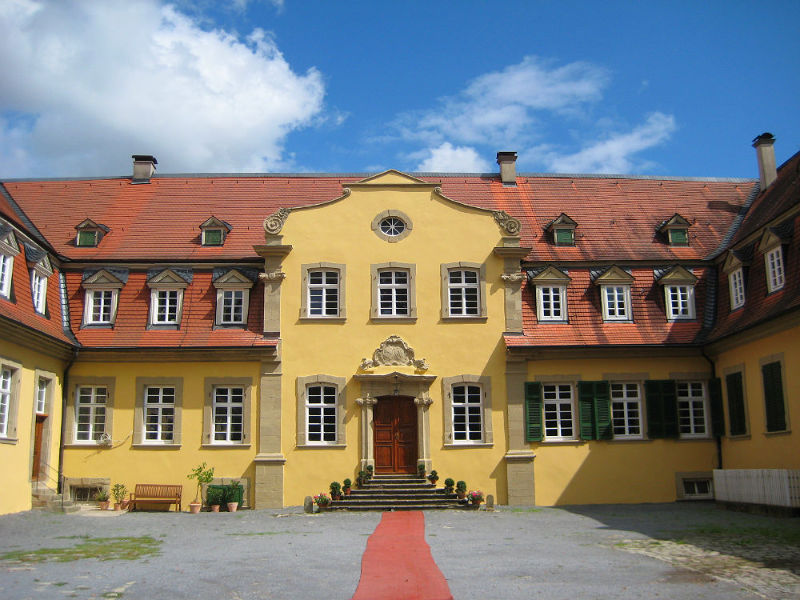
Schloss Massenbach, Innenhof

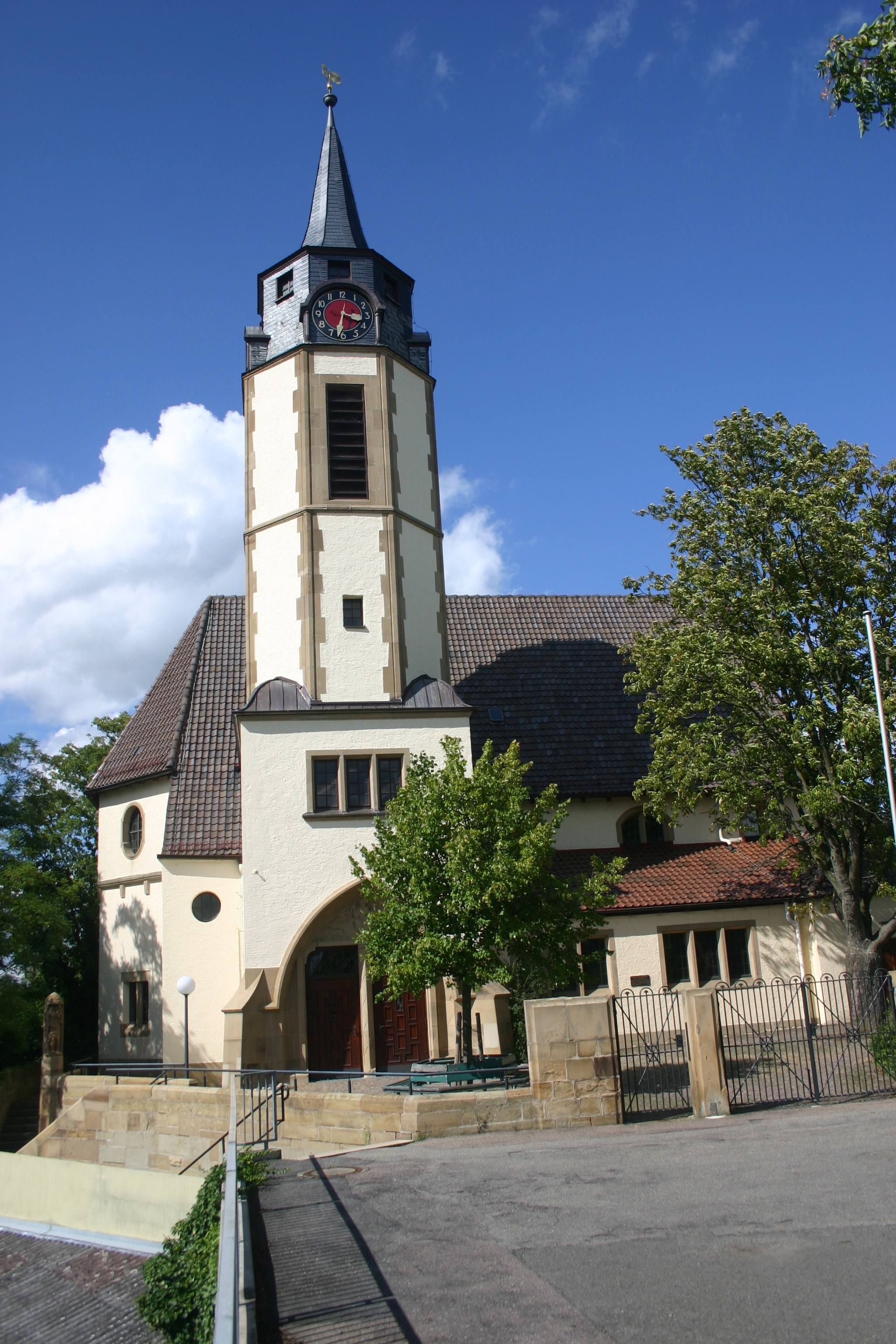
Ev. Georgskirche

Das Schloss Massenbach wurde um 1760 durch Georg Wilhelm von Massenbach als dreiflügelige Anlage im Stil des Rokoko errichtet. Vor dem Bau des Schlosses hatte die herrschaftliche Familie nach der vermutlichen Zerstörung älterer Herrensitze im 17. Jahrhundert zeitweilig in schlichteren Gebäuden gewohnt. Die evangelische Linie der Familie bewohnte auch das 1691 errichtete Untere Schloss in der Raiffeisenstraße, die katholische Linie das Katholische Schloss. Diese Gebäude wurden zwar 1926/27 unter Denkmalschutz gestellt, jedoch 1993/94 wegen Baufälligkeit abgerissen. An das Schloss grenzen nach Norden ein Wirtschaftshof und nach Osten die 1980 abgebrannte und danach wiederaufgebaute Zehntscheuer von 1578 mit markantem Staffelgiebel an. In der Nähe des Schlosses befindet sich außerdem die zeitweise von der Ortsherrschaft bewohnte Obere Mühle mit Zierstein von 1760 sowie die benachbarte, vermutliche frühere herrschaftliche Bäckerei, deren Schmuckstein neben der Datierung 1574 verschiedenes Backwerk zeigt.
Die evangelische Georgskirche wurde 1912 im Jugendstil vom Architekten Martin Elsaesser an der Stelle einer älteren, vielfach umgebauten Kirche erbaut, wobei Teile der alten Kirche beibehalten wurde. Im Innen- und Außenbereich haben sich historische Epitaphe der Herren von Massenbach erhalten.